# Choriolaus celestae
Choriolaus celestae là một loài bọ cánh cứng trong họ Cerambycidae.